# Loretta Napoleoni
Loretta Napoleoni, född 1955 i Rom är en italiensk författare, journalist och ekonom bosatt i London.

Loretta Napoleoni.